# Narcyz Witczak-Witaczyński
Narcyz Witczak-Witaczyński (ur. 29 października 1898 w Warszawie, zm. 27 marca 1943 w obozie koncentracyjnym Majdanek) – chorąży kawalerii Wojska Polskiego, fotograf wojskowy, kawaler Orderu Virtuti Militari.

## Życiorys
Po ucieczce z domu rodzinnego, 13 sierpnia 1915 wstąpił jako ochotnik do 2 szwadronu ułanów Legionu Puławskiego, przeformowanego w dywizjon, a później w 1 pułk ułanów polskich przy armii rosyjskiej. Za udział w szarży pod Krechowcami został odznaczony w niepodległej Polsce orderem Virtuti Militari. Następnie walczył wraz z I Korpusem Polskim gen. Józefa Dowbor-Muśnickiego przeciwko bolszewikom. Po rozwiązaniu Korpusu udał się na Kijowszczyznę, a następnie do Wołogody. Tam 5 sierpnia 1918 został aresztowany, przewieziony do Moskwy i wcielony do Mazowieckiego Pułku Ułanów, walczącego po stronie bolszewików. Pod Kazaniem, próbując przeprowadzić swój pluton na drugą stronę frontu, został ranny i odwieziony do szpitala w Moskwie. Po wyleczeniu i rozwiązaniu Mazowieckiego Pułku Ułanów został wcielony do 1 Łotewskiego Pułku Kawalerii. Zbiegł z niego w okolicach Rygi, został jednak aresztowany i osadzony w więzieniu w Mitawie. Po zajęciu Mitawy przez Niemców został wywieziony do Niemiec jako jeniec wojenny i przetrzymywany w obozach jenieckich. 22 lipca 1919 zbiegł z obozu we Frankfurcie nad Odrą i wrócił do Polski.
22 sierpnia 1919 ponownie wstąpił do 1 pułku Ułanów Krechowieckich. 7 września 1919 został przeniesiony do Szwadronu Przybocznego Naczelnika Państwa, w którym służył jako wachmistrz – szef szwadronu w okresie od 13 grudnia 1919 do 26 maja 1926 (19 grudnia 1922 pododdział przemianowany został na Szwadron Przyboczny Prezydenta Rzeczypospolitej). W wojnie polsko-bolszewickiej brał udział w walkach na froncie wołyńskim od kwietnia do czerwca 1920. Po ukończeniu w 1927 Szkoły Podoficerów Zawodowych Kawalerii w Jaworowie pracował w Ministerstwie Spraw Wojskowych. Następnie w latach 1928–1931 służył w 1 pułku szwoleżerów Józefa Piłsudskiego. 21 września 1931 został przeniesiony do 1 pułku strzelców konnych w Garwolinie. Był oficerem oświatowym pułku od 13 lipca 1935. Został awansowany do stopnia chorążego 1 lutego 1936.
Wraz z pułkiem wziął udział w kampanii wrześniowej w 1939. Po kapitulacji powrócił do Garwolina i rozpoczął pod pseudonimem „Kościesza” tworzenie konspiracyjnej organizacji, skupiającej żołnierzy 1 pułku strzelców konnych – ZWZ/AK Obwodu „Gołąb”. W Komendzie Obwodu pełnił funkcję szefa kontrwywiadu. Od 1941 redagował konspiracyjne czasopismo „Apel”. 17 lipca 1942 został aresztowany przez niemieckie władze okupacyjne. Był więziony na Pawiaku do grudnia 1942, a następnie w obozie na Majdanku, gdzie zginął 27 marca 1943.

## Twórczość

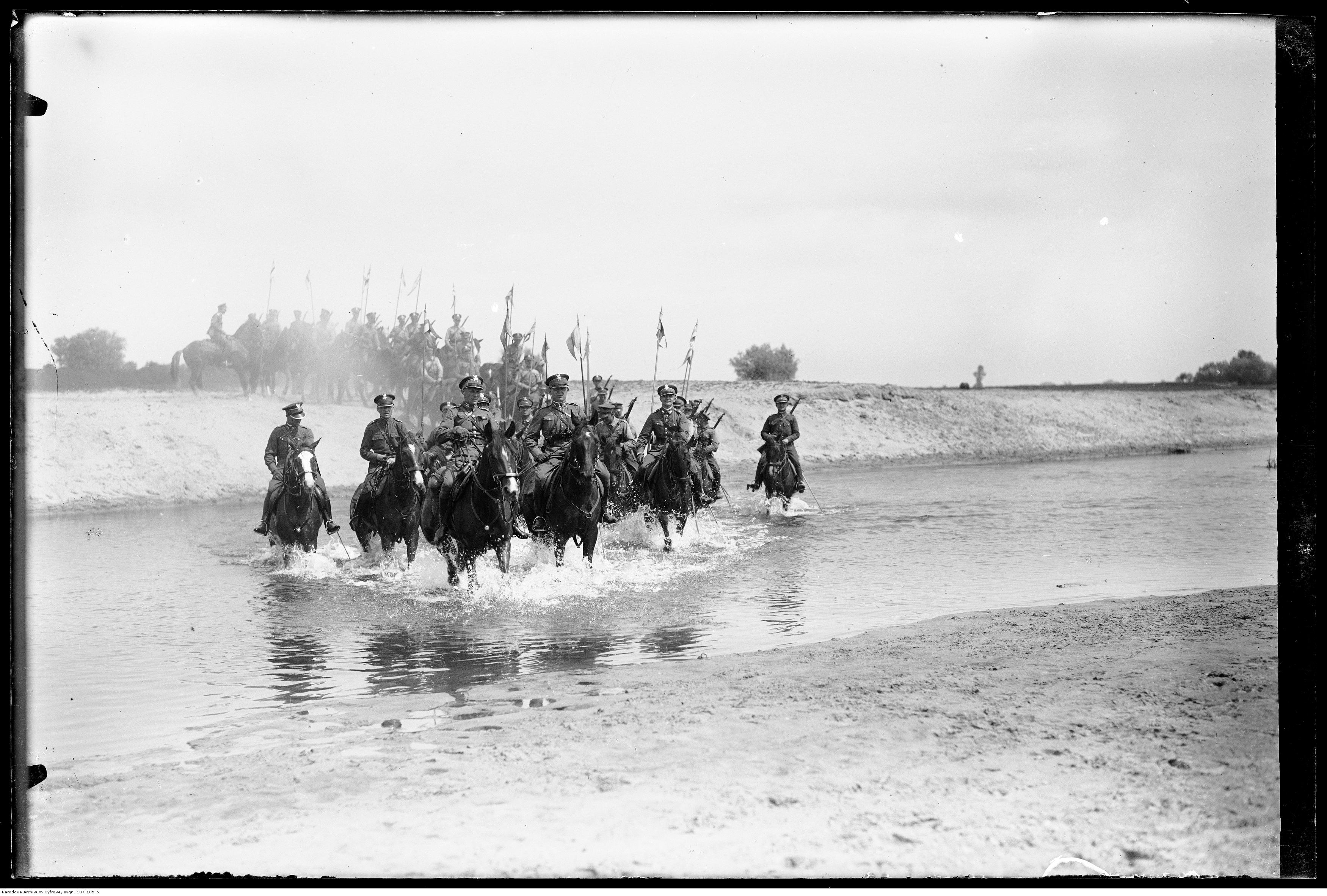
Zdjęcie z kolekcji Narcyza Witczaka-Witaczyńskiego

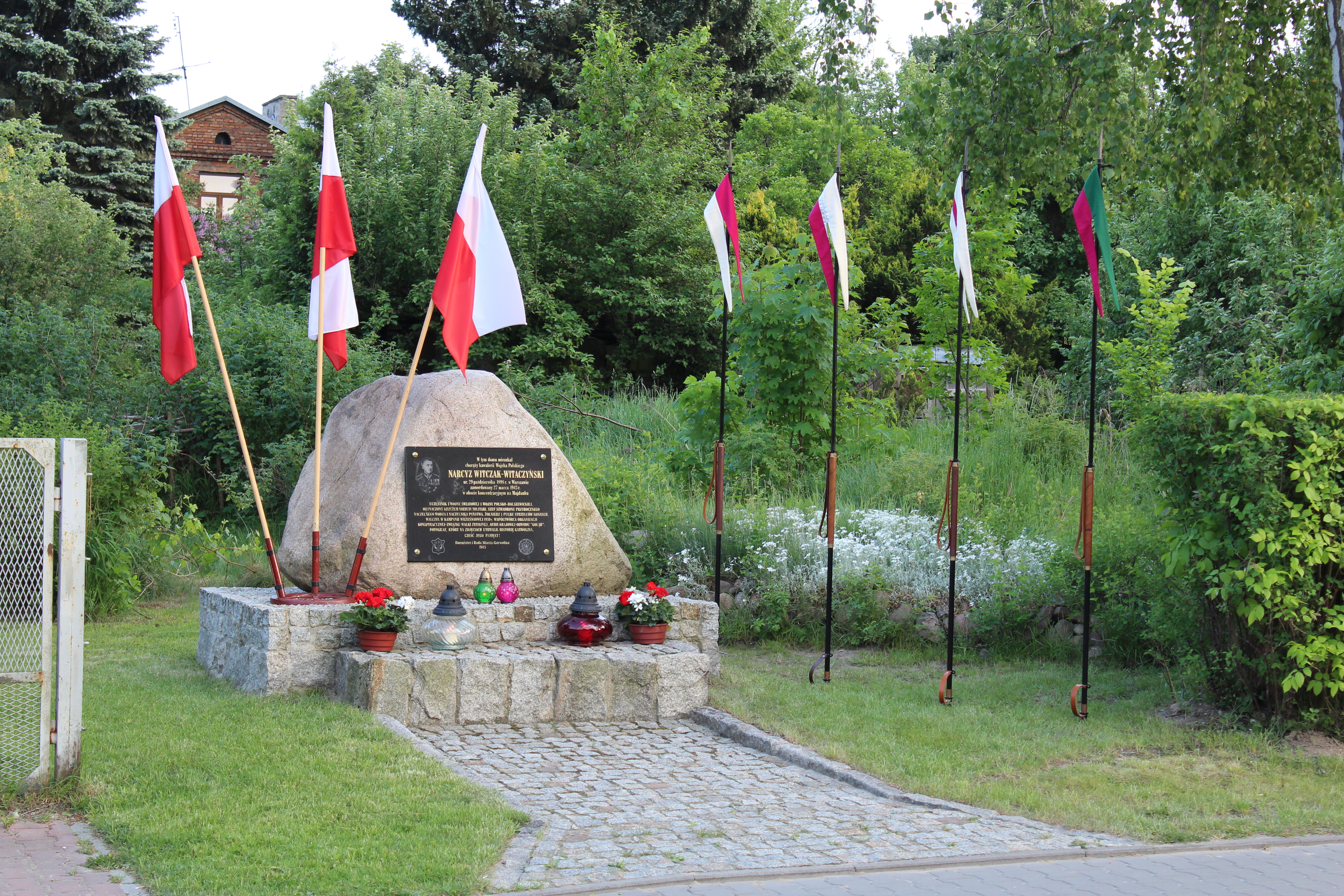
Kamień pamiątkowy poświęcony Narcyzowi Witczak-Witaczyńskiemu w Garwolinie

Od początku swojej służby w Szwadronie Przybocznym dokumentował przy pomocy fotografii dzieje Wojska Polskiego, a szczególnie codzienne życie kawalerii. Jako jeden z nielicznych miał prawo fotografowania Naczelnika Państwa i Naczelnego Wodza Wojska Polskiego marszałka Józefa Piłsudskiego i najważniejszych osobistości II RP, polityków i wojskowych. Był jednym z najbardziej popularnych fotoreporterów wojskowych. Jego fotografie publikowały czasopisma „Wiarus”, „Jeździec i Hodowca”, „Polska Zbrojna” i „Ilustrowany Kurier Codzienny”. Jego ilustracje zawiera najbardziej znana przedwojenna publikacja o historii kawalerii – Księga Jazdy Polskiej (Warszawa, 1938). Fotografie jego autorstwa publikowano jako pocztówki, foldery i koperty. Zdobył I nagrodę w konkursie fotografiki wojskowej w 1937 oraz wiele innych nagród i wyróżnień. Jego archiwum fotograficzne liczące około czterech tysięcy negatywów zostało przekazane w styczniu 2014 przez spadkobierców do Narodowego Archiwum Cyfrowego.
Od chwili utworzenia pełnił funkcję sekretarza redakcji tygodnika „Wiarus” dla podoficerów zawodowych Wojska Polskiego, w którym publikowane były także jego artykuły. Pisał też do czasopism „Jeździec i Hodowca” i „Polska Zbrojna”. Jako oficer oświatowy redagował pułkowe pismo „Nowinki”.

## Ordery i odznaczenia
- Krzyż Srebrny Orderu Wojskowego Virtuti Militari (1921)[2]
- Krzyż Niepodległości (15 kwietnia 1932)[3]
- Krzyż Walecznych (1922)[4]
- Brązowy Krzyż Zasługi (1937)[4]
- Medal Pamiątkowy za Wojnę 1918–1921 (1928)[4]
- Srebrny Wawrzyn Akademicki (7 listopada 1936)[5]
- Medal Dziesięciolecia Odzyskanej Niepodległości (1928)[4]
- Brązowy Medal za Długoletnią Służbę (1938)[4]
- Krzyż Armii Krajowej (pośmiertnie, 15 kwietnia 1997)
- Amarantowa wstążka (1918)[4]
- Krzyż Wiernej Służby I klasy (Rumunia, 1923)[4]
- Medal Zwycięstwa (międzysojuszniczy, 1925)[4]
- Krzyż Świętego Jerzego (Rosja, 1917)[4]
- Odznaka Pamiątkowa 1 pułku szwoleżerów
- Odznaka Pamiątkowa 1 pułku Ułanów Krechowieckich
- Odznaka Pamiątkowa 1 pułku strzelców konnych
- Odznaka Pamiątkowa I Korpusu Polskiego

## Upamiętnienie

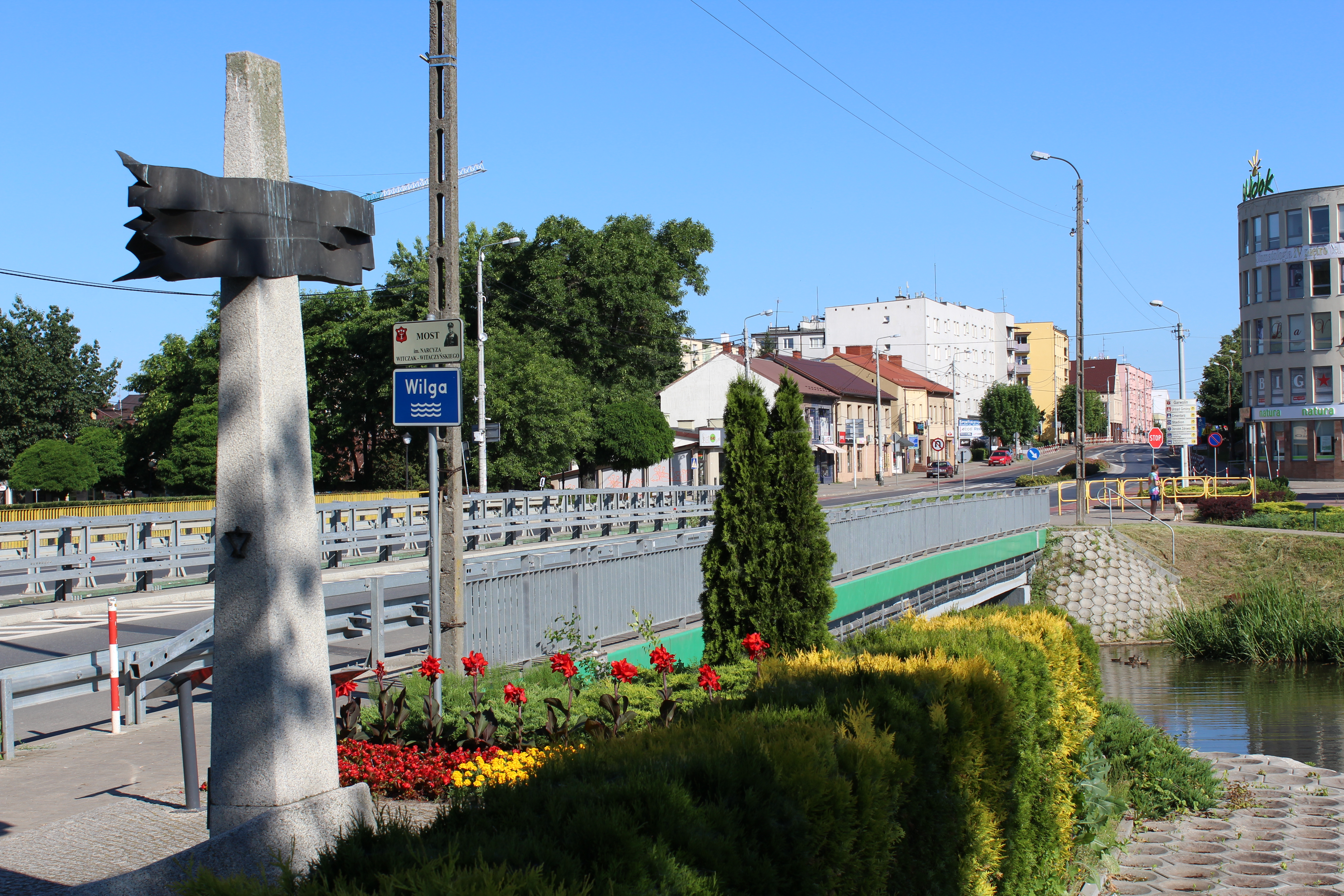
Most im. Narcyza Witczak-Witaczyńskiego w Garwolinie

29 października 2015 na zewnętrznej ścianie Kolegiaty Przemienienia Pańskiego w Garwolinie, odsłonięto tablicę pamiątkową poświęconą Narcyzowi Witczak-Witaczyńskiemu. Również w tym samym dniu, przed domem Narcyza Witczak-Witaczyńskiego przy ulicy Polnej w Garwolinie (w miejscu jego ostatniego zamieszkania), odsłonięto kamień pamiątkowy z tablicą, upamiętniający Narcyza Witczak-Witaczyńskiego. Odsłonięcia obydwu tablic ufundowanych przez Miasto Garwolin dokonał Burmistrz Miasta Tadeusz Mikulski, Przewodniczący Rady Miasta Marek Jonczak oraz córki chorążego: Barbara Witczak-Witaczyńska i Krystyna Witczak.
Decyzją Rady Miasta Garwolina z dnia 1 kwietnia 2017, most na rzece Wildze w centrum Garwolina otrzymał imię Narcyza Witczak-Witaczyńskiego.
Powstały dwie publikacje w całości poświęcone Narcyzowi Witczak-Witaczyńskiemu. W 2013 ukazał się album "Szwoleżerowie, ułani i strzelcy konni w fotografii Narcyza Witczaka-Witaczyńskiego", a w 2017 album "Narcyz Witczak-Witaczyński" wydany przez Narodowe Archiwum Cyfrowe. 